# The Pity of It
The Pity of It è un cortometraggio muto del 1912 diretto da Colin Campbell.

## Produzione
Il film fu prodotto dalla Selig Polyscope Company.

## Distribuzione
Distribuito dalla General Film Company, il film - un cortometraggio di una bobina - uscì nelle sale cinematografiche statunitensi il 26 settembre 1912. Uscì anche nel Regno Unito, distribuito in sala il 19 dicembre di quello stesso anno.